# Convention d'escrime
Pour un article plus général, voir escrime.
La convention d’escrime est l’ensemble des règles régissant l'assaut et qui permet à l'arbitre de déterminer lequel des deux tireurs est victorieux. Les trois armes de l’escrime (le fleuret, le sabre et l'épée) sont chacune régies par une convention différente. Au fleuret et au sabre, la convention détermine la priorité.
La convention d’escrime a été fixée de manière officielle en juin 1914 par les instances de l’escrime internationale sous l’égide de la Fédération Internationale d’escrime, la FIE. Depuis ce jour les règles ont bien sûr évoluées, mais l’essentiel reste inchangé,.

## La convention au fleuret

Fleuret

La convention du fleuret a été adoptée à Paris le 12 juin 1914 par la commission de Fleuret de la Fédération internationale d’escrime sous la direction de l'italien G. Ettore.
Les règles régissant les épreuves de fleuret tirées à l’appareil de contrôle électrique des touches ont été rajoutées en 1957.
Le fleuret (comme le sabre) est une arme conventionnelle. Contrairement à l’épée, le tireur qui touche en premier n’est pas obligatoirement celui qui emporte le point. La touche se donne selon un principe de priorité. Le tireur qui exécute correctement l’attaque (c'est-à-dire l’action offensive initiale) a la priorité sur toute autre action et emporte donc le point. Le tireur attaqué n’a d’autre solution que de parer l’attaque et de riposter ou de profiter d’une mauvaise exécution de l’attaque pour reprendre la priorité. En cas de touche simultanée aucun point n’est enregistré.
Le fleuret est une arme d’estoc seulement. La surface valable est constituée exclusivement du tronc (les jambes, bras et tête sont donc exclus).

## La convention au sabre

Sabre

La convention du sabre a été adoptée à Paris le 13 juin 1914 par la commission de Sabre de la Fédération internationale d’escrime sous la présidence du hongrois Bela Nagy.
Les règles régissant les épreuves de sabre tirées à l’appareil de contrôle électrique des touches ont été rajoutées en 1988.
Le sabre (comme le fleuret) est une arme conventionnelle. Contrairement à l’épée, le tireur qui touche en premier n’est pas obligatoirement celui qui emporte le point. La touche se donne selon un principe de priorité. Le tireur qui exécute correctement l’attaque (c'est-à-dire l’action offensive initiale) a la priorité sur toute autre action et emporte donc le point. Le tireur attaqué n’a d’autre solution que de parer l’attaque et de riposter ou de profiter d’une mauvaise exécution de l’attaque pour reprendre la priorité. En cas de touche simultanée aucun point n’est enregistré.
Le sabre est une arme d’estoc, de taille et de contre taille. Les coups sont donc portés par le tranchant, le plat ou le dos de la lame. La surface valable correspond à tout ce qui se situe au-dessus de la ceinture (tronc, tête et bras).

## La convention à l’épée

Épée

La convention de l’épée a été adoptée à Paris en juin 1914 par la commission d’épée de la Fédération internationale d’escrime. Elle reprend, précise et complète les règlements élaborés par les diverses commissions et académies depuis 1882.
Les règles régissant les épreuves d’épées tirées à l’appareil de contrôle électrique des touches ont été rajoutées en 1936.
La convention de l’épée déclare que le premier des deux tireurs qui touche l’autre emporte le point. Si les deux tireurs se touchent simultanément (on parle alors de coup double), les deux tireurs marquent un point.
L’épée est une arme d’estoc seulement. La surface valable correspond à la totalité du corps du tireur.